# Protectorado

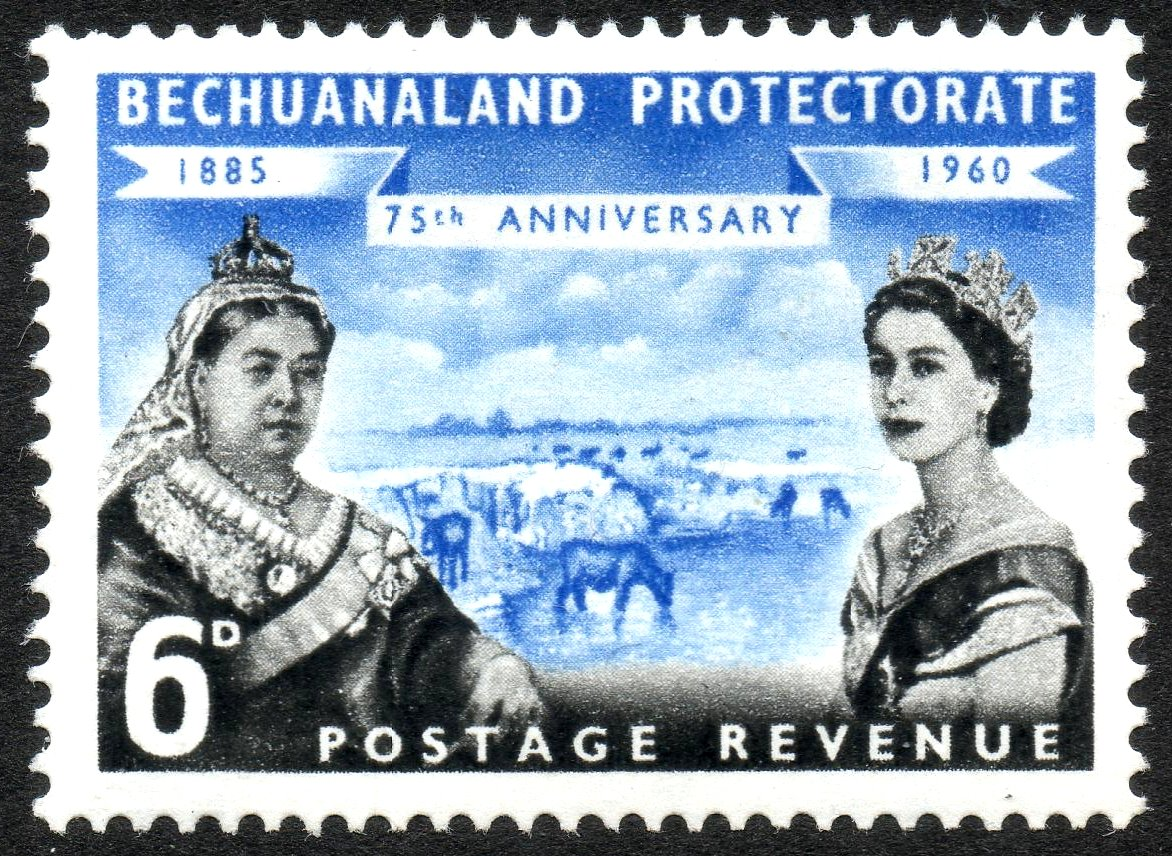
Sello de 1960 del Protectorado de Bechuanalandia.

Protectorado puede ser definido, en derecho internacional, como una modalidad de administración de territorios en la que por medio de un tratado entre uno o varios Estados protectores y un estado soberano o una entidad política que no alcanza a serlo por su escasa institucionalización o soberanía (como un grupo tribal o un principado feudal), acuerda que aquel o aquellos puedan ejercer su protección en diversa medida, en particular, en lo relativo a la defensa militar y al mantenimiento del orden interno.
En otras palabras, es un Estado, forma de gobierno o territorio que está protegido diplomática o militarmente por un estado o entidad internacional más fuerte. En cambio por esa protección, el protectorado acepta algunas obligaciones especificadas, que varían dependiendo de la naturaleza real de la relación entre ambas entidades. En la ficción legal, un protectorado es reconocido como estado autónomo al menos en potencia y generalmente mantiene alguna medida de soberanía o formas de gobernar y administración nativa. Es un territorio dependiente al que se le ha otorgado autonomía local sobre la mayoría de los asuntos internos, sin dejar de reconocer la soberanía de un estado soberano más poderoso sin ser su posesión directa. A cambio, el protectorado generalmente acepta obligaciones específicas dependiendo de los términos de su arreglo. Por lo general, los protectorados se establecen de jure mediante un tratado. Bajo ciertas condiciones a partir de Egipto bajo el dominio británico (1882-1914) por ejemplo, un estado también puede etiquetarse como un protectorado de facto o un "protectorado velado".
En general se considera que un protectorado es un instrumento al servicio de los intereses estratégicos, económicos o militares de las grandes potencias; una institución o formulación legalizada para la legitimación de relaciones jerárquicas o de poder entre estados o entidades nacionales: “El protectorado tiene siempre una tendencia colonial, si no es en sí mismo colonial, de explotación, de provecho.”
Un protectorado es diferente de una colonia ya que tienen gobernantes locales, no están poseídos directamente y rara vez experimentan la colonización por parte del estado soberano. Un estado que está bajo la protección de otro estado mientras conserva su "personalidad internacional" se llama un estado protegido, no un protectorado.

## Tipología

### Relaciones exteriores
En la práctica, un protectorado a menudo tiene relaciones exteriores directas solo con y transfiere la gestión de todos sus asuntos internacionales más importantes al protector. De manera similar, el protectorado rara vez realiza una acción militar por sí solo, sino que depende del protector para su defensa. Esto se diferencia de la anexión en que el protector no tiene poder formal para controlar los asuntos internos del protectorado.
Los protectorados difieren de los mandatos de la Sociedad de Naciones y sus sucesores, los Territorios en Fideicomiso de las Naciones Unidas, cuya administración es supervisada, en diversos grados, por la comunidad internacional. Un protectorado entra formalmente en la protección a través de un acuerdo bilateral con el protector, mientras que los mandatos internacionales son administrados por el organismo que representa a la comunidad mundial, con o sin una potencia administradora de facto.

### Estado protegido
Un estado protegido tiene una forma de protección en la que continúa conservando una "personalidad internacional" y disfruta de una cantidad acordada de independencia en la conducción de su política exterior. Por razones políticas y pragmáticas, la relación de protección generalmente no se anuncia, sino que se describe en eufemismos como "un estado independiente con relaciones especiales de tratado" con el estado protector. [13] Un estado protegido aparece en los mapas del mundo como cualquier otro estado independiente.
La administración internacional de un estado también puede considerarse como una forma internacionalizada de protección, donde el protector es una organización internacional en lugar de un estado. 

### Protección colonial
Múltiples regiones como la Colonia y Protectorado de Nigeria, la Colonia y Protectorado de Lagos y similares fueron sujetos de protección colonial. Las condiciones relativas a la protección son generalmente mucho menos generosas para las áreas de protección colonial. El protectorado a menudo se reducía a una condición de facto similar a una colonia, pero el estado nativo preexistente continuaba como el agente del gobierno indirecto. Ocasionalmente, se estableció un protectorado mediante otra forma de gobierno indirecto: una empresa autorizada, que se convierte de facto Estado en su estado de origen europeo (pero geográficamente en el extranjero), se le permite ser un país independiente con su propia política exterior y, en general, sus propias fuerzas armadas.
De hecho, los protectorados fueron declarados a pesar de no haber sido debidamente celebrados por los estados tradicionales supuestamente protegidos, o solo por un partido de dudosa autoridad en esos estados. Los protectorados coloniales decidieron frecuentemente reorganizar varios protectorados en una nueva unidad artificial sin consultar a los protectorados, una lógica irrespetuosa del deber teórico de un protector de ayudar a mantener el estatus y la integridad de sus protectorados. El acuerdo de Berlín del 26 de febrero de 1885 permitió a las potencias coloniales europeas establecer protectorados en el África negra (la última región que se dividió entre ellos) mediante notificación diplomática, incluso sin posesión real sobre el terreno. Este aspecto de la historia se conoce como la lucha por África. Un caso similar es el uso formal de términos como colonia y protectorado para una amalgama, conveniente sólo para el colonizador o protector, de territorios adyacentes, sobre los cuales dominaba (de facto) por lógica colonial protectora o "cruda".

### Protección amical
En protección amical como los Estados Unidos de las Islas Jónicas por Gran Bretaña, los términos son a menudo muy favorables para el protectorado. El interés político del protector es frecuentemente moral (una cuestión de obligación moral aceptada, prestigio, ideología, popularidad interna o vínculos dinásticos, históricos o etnoculturales). Además, el interés del protector es contrarrestar una potencia rival o enemiga, como evitar que el rival obtenga o mantenga el control de áreas de importancia estratégica. Esto puede implicar que un protectorado muy débil entregue el control de sus relaciones externas, pero puede que no constituya un sacrificio real, ya que el protectorado puede no haber podido hacer un uso similar de ellas sin la fuerza del protector.
Las grandes potencias extendían con frecuencia la protección amical a otros estados cristianos (generalmente europeos) y a estados más pequeños que no tenían una importancia significativa. Después de 1815, los estados no cristianos (como la dinastía china Qing) también proporcionaron protección amistosa hacia otros estados mucho más débiles.
En los tiempos modernos, una forma de protección amical puede verse como una característica importante o definitoria de los microestados. Según la definición propuesta por Dumienski (2014): "los microestados son estados modernos protegidos, es decir, estados soberanos que han podido delegar unilateralmente ciertos atributos de soberanía a potencias más grandes a cambio de una protección benigna de su viabilidad política y económica frente a su limitaciones demográficas ".

## Gobierno indirecto y descolonización británica
Los británicos hicieron un uso extensivo de este sistema de gobierno indirecto para administrar su inmenso imperio colonial . De hecho, era más económico dejar las instituciones existentes en su lugar y agregar uno o más "asesores" británicos que reemplazarlos con una administración colonial. En el momento de la descolonización, los estados principescos del Imperio indio se integraron por voluntad o por la fuerza en las nuevas entidades, India y Pakistán, excepto Sikkim (protectorado indio hasta su total anexión en 1975 ) y Bután (mismo estatus que Sikkim, pero que finalmente obtuvo la independencia en 1971). La Cachemira no fue anexada inmediatamente o bien, fue ocupada militarmente por la India y anexó formalmente en 1957 solamente, la parte ocupada por el Pakistán restante en un estado independiente de derecho, el Azad Kashmir (Cachemira libre), que se puede considerar una de dependientes protectorado Pakistán, así como los territorios del norte, Gilgit y Baltistán.
Lo mismo sucedió en África subsahariana, con dos excepciones: el protectorado de Basutoland, enclave de Sudáfrica, que se convirtió en reino independiente en 1966 con el nombre de Lesoto, así como el de Suazilandia (1968), en la misma región. Bechuanalandia, todavía en el sur de África, logró la independencia como república en 1966 bajo el nombre de Botsuana, pero con el heredero de la familia real previamente protegida, Seretse Khama, como presidente.
En el Océano Pacífico, el Protectorado de Tonga también se independizó en 1970 sin cambiar sus instituciones.
En la Península arábiga, con la excepción de Yemen del Sur (antiguo Protectorado de Adén y Colonia de Adén, Federación de los Emiratos Árabes del Sur, Protectorado de Arabia del Sur y Federación de Arabia del Sur), los protectorados británicos obtuvieron la independencia, ya sea por separado (Kuwait en 1961 y Catar, Baréin y Omán en 1971) o como federación ( Emiratos Árabes Unidos en 1971).
Los británicos intentaron al menos tres experimentos con federaciones de protectorados, uno de los cuales fue abortado, la Federación de los Emiratos Árabes del Sur en 1959, que se convirtió en la Federación de Arabia del Sur en 1962 pero se disolvió en la nueva República Popular de Yemen del Sur en 1967, luego que las otras dos federaciones de monarquías, Malasia y los Emiratos Árabes Unidos, todavía existen hoy como estados independientes, la primera con nueve monarquías y cuatro territorios, la segunda con siete monarquías.

## Fin de los protectorados
El régimen legal del protectorado ya no existe oficialmente, ya que todos los protectorados se han integrado en nuevas entidades o se han independizado.
El régimen de protectorado no debe confundirse con el régimen de mandato aplicado, después de la Primera Guerra Mundial, a ciertos territorios antiguos otomanos (Siria, Líbano, Palestina, Transjordania, Irak) y colonias alemanas (Togo, Camerún,  África Suroccidental, Ruanda-Burundi, Tanganica, Islas Marshall, Samoa Occidental, Nauru ), en nombre de la Liga de las Naciones, y después de 1945 bajo el nombre de Fideicomiso de las Naciones Unidas (ONU), que agregó a los mandatos sobre las antiguas colonias alemanas, las colonias italianas de Libia, Eritrea y Somalia, así como las colonias japonesas en Micronesia, el sub-fideicomiso de las islas del Pacífico (estados actuales de las Islas Marianas del Norte, Palaos, las Islas Marshall y los Estados Federados de Micronesia).

## Uso contemporáneo por los Estados Unidos
Algunos organismos del gobierno de Estados Unidos, como su Agencia de Protección del Medio Ambiente (EPA), siguen refiriéndose a las zonas insulares de Estados Unidos -como Guam, las Islas Marianas del Norte, Puerto Rico y las Islas Vírgenes- como protectorados. Sin embargo, el organismo responsable de la administración de esas zonas, la Oficina de Asuntos Insulares (OIA) del Departamento del Interior de Estados Unidos, utiliza únicamente el término "zona insular" en lugar de protectorado. Filipinas y (se puede argumentar a través de la Enmienda Platt) Cuba, al final del dominio colonial español, también eran protectorados. Liberia fue la única nación africana que fue colonia de Estados Unidos; pero el gobierno estadounidense no tenía ningún control sobre la tierra, ya que estaba controlada por la Sociedad Americana de Colonización, de propiedad privada. No obstante, fue un protectorado desde el 7 de enero de 1822 hasta la Declaración de Independencia de Liberia de la Sociedad Americana de Colonización el 26 de julio de 1847.
- Zona del Canal de Panamá (1903-1979)[18]
- Puerto Rico
- Islas Marianas del Norte
- Guam
- Islas Vírgenes de Estados Unidos

De facto
- Territorio de Alaska (1867-1958)
- Territorio de Hawái (1893/1898-1959)
- Nuevo México (1912-1925)
- Haití (1915-1934)[19]
- República Dominicana (1916-1924)[19]